# Dendrophilus kiteleyi
Dendrophilus kiteleyi es una especie de coleóptero de la familia Histeridae. Mide de 2.6 a 3.1 mm.

## Distribución geográfica
Habita en América del Norte, desde Canadá hasta Texas.